# Fenêtre de Ferret
Ne doit pas être confondu avec Col Ferret.
La Fenêtre de Ferret ou col Fenêtre est un col alpin reliant le val Ferret suisse à la vallée du Grand-Saint-Bernard, d'Orsières (canton du Valais) à Saint-Rhémy-en-Bosses (Vallée d'Aoste). Il se situe juste au nord-ouest du col du Grand-Saint-Bernard et au sud des lacs de Fenêtre, à 2 695 ou 2 698 mètres d'altitude,. Il peut être franchi par un sentier de randonnée.